# ماتيو جيوردانو
ماتيو جيوردانو (بالإيطالية: Matteo Giordano)‏ (23 أكتوبر 1984 بسانريمو في إيطاليا - ) هو لاعب كرة قدم إيطالي في مركز الدفاع. لعب مع إنتر ميلان ونادي لوغانو وSSD Sanremese Calcio ‏ وأولبيا كالسيو 1905 ونادي مونتيكياري وACD Castel di Sangro Cep 1953 ‏.

## وصلات خارجية
- ماتيو جيوردانو على موقع قاعدة بيانات كرة القدم.إي يو (الإنجليزية)